# Валерія Мессаліна
Валерія Мессаліна (лат. Valeria Messalina), іноді Месалліна (бл. 17/20 — 48) — третя дружина римського імператора Клавдія, мати Британніка і Клавдії Октавії, впливова та свавільна римлянка, ім'я якої набуло переносного значення через її розпусну поведінку.

## Походження
Валерія — дочка Марка Валерія Мессали Барбата, консула 20 року, який походив з патриціанського роду Валеріїв. ЇЇ матір'ю була Доміція Лепіда, дочка Луція Доміція Агенобарба (консула 16 року до н. е.) і Антонії Старшої.
Її мати та батько були двоюрідними братом та сестрою по жіночій лінії. Матір'ю Марка Валерія була Клавдія Марцелла Молодша, дочка Октавії Молодшої від першого шлюбу з Гаєм Клавдієм Марцеллом. Октавія ж народила і Антонію Старшу, після того, як була видана Октавіаном у шлюб з Марком Антонієм у 40 році до н. е. Таким чином, по жіночій лінії Мессаліна походила від сестри Августа и належала до імператорської сім'ї.
Щодо батька Марка Валерія існують дві теорії:
- за першою, найбільш поширеною, він був сином Марка Валерія Мессали Барбата Аппіана (консула 12 року до н. е.), народженого Гая Клавдія Пульхра, усиновленого родом Валеріїв Мессалів. На користь цієї теорії говорить також те, що у батька Валерії була рідна сестра Клавдія Пульхра, оскільки була народжена до усиновлення Гая Клавдія.
- за другою версією, Марк Валерій був сином Марка Валерія Мессали Мессаліна (консула 3 року до н. е. і 3 року н. е.), сина відомого політика і оратора Марка Валерія Корвіна Мессалли (консула 31 року до н. е.).

## Життєпис

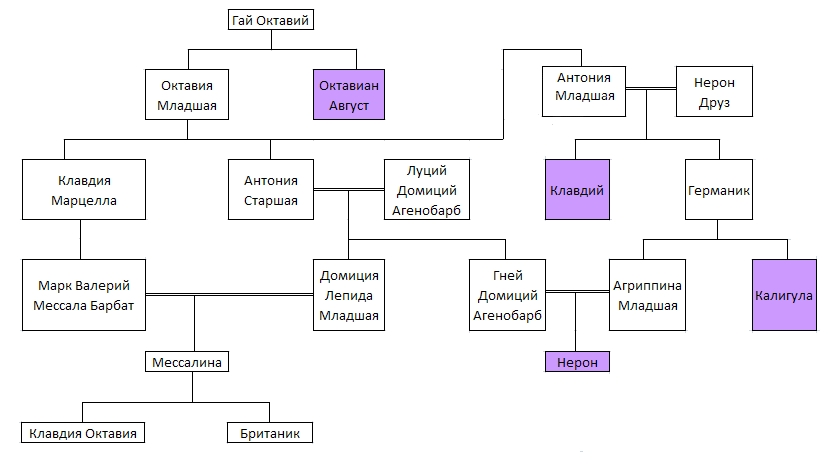
Кровні родинні зв'язки Мессаліни з 4 імператорами

Про дитинство Мессаліни відомо небагато. Проте в юності вона була дуже популярною і впливовою при дворі Калігули. Її дядько Гней Доміцій Агенобарб був чоловіком Юлії Агріппіни — сестри імператора. Швидше за все, саме оточуюче середовище та атмосфера, яка панувала на розгульних бенкетах Калігули, і сформувала її характер, хоча античні автори стверджують, що Мессаліна почала розгульне життя ще у 13 років. У 38 році імператор Калігула видав її в шлюб зі своїм дядьком Клавдієм, який був двоюрідним братом її матері. Шлюб, скоріш за все, був засобом об'єднання двох гілок династії Юліїв-Клавдіїв — Клавдіїв і Доміціїв Агенобарбів.

### Розпусна поведінка
Ім'я Мессаліни, завдяки античним історикам, стало прозивним в описі розпусних і сексуально нездорових жінок. В основному її поведінку характеризують як образливу і ганебну, а саму її — як жорстоку, скупу і неадекватну німфоманку. Найбільш часто в своїх роботах її згадують Тацит і Светоній. Обидва вони пишуть, що під вигаданим ім'ям Ліціски Мессаліна або сама володіла одним з римських лупанаріїв, або ж приходила туди як повія, щоб задовольнити свої сексуальні бажання. Діон Касій писав, що ницість Мессаліни доходила до того, що вона змушувала інших дам зі свого оточення зраджувати своїм чоловікам у присутності останніх. Все це відбувалося не де-небудь, а в імператорському палаці. Жінки, які погоджувалися на авантюри, потім отримували щедру винагороду. Чоловіки, хто відмовлявся пускати своїх дружин для участі в оргіях, наживали найлютішого ворога в особі Мессаліни, і вона не заспокоювалася, поки не карала їх. Усе це відбувалося в імператорському палаці, під боком у Клавдія, який довгий час взагалі нічого не помічав.
Також писали, що Мессаліна організувала змагання з відомою римською повією Сциллою: хто зможе обслужити більше чоловіків. Почавши увечері, Сцилла зупинилась зранку, обслугувавши за ніч 25 чоловіків. Мессаліна ж продовжила, доки не обслужила 50 клієнтів.
Розпусною поведінкою в Римі нікого було не здивувати в той час, але сексуальний апетит Мессаліни вражав навіть римську громадськість. Римлян найбільше обурювало, що Мессаліна, яка втратила цноту в 13 років, виставляла на публіку свою розпусність, безмірно пишаючись цим.
Вищеописане відбувалося не тільки за часів Калігули, але і пізніше, коли Клавдій вже став імператором. Близько 40 року Мессаліна народила від нього дочку, Клавдію Октавію, а в 41 році — сина і спадкоємця, якому Клавдій дав когномен Британік на честь свого запланованого в той час походу до Британії. Історики в життєписах Мессаліни проявили дивовижну одностайність: на їхню думку, Мессаліна не пропускала жодного красивого чоловіка. І довгий час їй все сходило з рук. Клавдій засуджував і викривав розпусту придворної знаті, але не знав, що відбувалось у нього вдома. Наближені не наважувалися відкрити йому очі, побоюючись гніву Мессаліни. Адже, хоч Клавдій і володарював Римською імперією, самим імператором повністю керувала Мессаліна. Одного разу, наприклад, вона закохалася в першого з римських акторів Мнестера, який спробував ухилитися від честі бути коханцем дружини імператора. Тоді Мессаліна поскаржилася Клавдію, що якийсь актор наважується не підкорятися її волі, не уточнивши, якій саме. Імператор закликав Мнестера до себе і наказав виконувати всі побажання дружини. Актору довелося підкоритися наказу імператора і зайняти його місце в подружньому ліжку.

## Влада
Мессаліна мала цілковитий контроль над новим імператором. Зрозумівши це, римський Сенат визнавав у ній повноправну правительку. На честь дня її народження проводилися ігри, їй споруджувалися статуї. Також Сенат збирався проголосити її Августою, проте Клавдій заборонив робити це.
Оскільки Клавдій був набагато старший за неї і далеко не молодий, у політиці Мессаліна зосередилася на тому, щоб після смерті Клавдія забезпечити перехід влади до свого сина Британніка. Заради цього вона завжди намагалася показати себе другою людиною в державі. Навіть на тріумфі Клавдія в 43 році вона їхала відразу за його колісницею, і тільки після неї йшли полководці. Таке положення могло дати їй можливість стати номінальною правителькою, якщо Клавдій помре до повноліття сина. Серед римської знаті в Мессаліни були як суперники, так і союзники. Одним з союзників був Луцій Вителлій, консул 34 року, правитель Сирії в ранзі проконсула у 35 році, цензор 48 року, батько майбутнього імператора Вітеллія. За його підтримку Мессаліна дозволила йому піклуватися про її взуття. Показуючи свою відданість, він носив одну з туфель Мессаліни у себе на грудях під тогою, і, періодично витягаючи звідти, прилюдно вкривав її поцілунками.
За допомогою союзників Мессаліна або виганяла з Риму, або позбавляла життя всіх, хто міг встати на її шляху. Серед її ворогів були майже всі члени династії Юліїв-Клавдіїв, які самі, або діти яких, могли претендувати на місце імператора: Юлія Лівілла; Юлія Лівія; Гай Азіній Полліон, консул 23 року, син Віпсанії Агріппіни від Гая Азінія Галла; Поппея Сабіна Старша, дочка римського консула і тріумфатора часів Тіберія Гай Поппей Сабін; консул 35 і 46 років Децим Валерій Азіатік, оскільки він був шуріном однієї з дружин Калігули, Лоллії Пауліни, і, теоретично, міг претендувати на владу. Також з Риму був видалений Сенека.
Така політика не могла не сформувати партію незадоволених. У середині 40-х років вони згуртувалися навколо племінниці імператора — Юлії Агрипіни. Користуючись любов'ю імператора, Агрипіна змогла встояти проти хитрощів Мессаліни, спрямованих проти неї і її сина, малолітнього Нерона, та відкрито настояти на розправі з Агрипіною Мессаліна не могла. У 47 році один з наближених вільновідпущеників Клавдія, скарбник імперії Марк Антоній Паллас, стає коханцем Агрипіни. Будучи супротивниками Мессаліни, вони розробляли план передачі владі не Британніку, а Нерону.
Однак змова стала непотрібною, адже Мессаліна зробила свою єдину помилку в боротьбі за владу.

## Змова Мессаліни
У 48 році, бажаючи повністю отримати владу, Мессаліна задумала зробити імператором свого коханця, сина Гая Сілія. Викликано це було тим, що позиції Агрипіни і Нерона сильно зміцнилися з тих пір, як її стали підтримувати впливові римляни. Так на Терентінських іграх 47 року, під час вистави, що показувала облогу Трої, Мессаліна і Британнік отримали набагато меншу увагу натовпу, ніж присутні там Агриппіна і Нерон. Мессаліна поставилася до цього як до першого прояву того, що її авторитет падає.
На початку 48 року вона змушує свого коханця Гая Сілія розлучитися з дружиною Юнією Сіланою. Коли Клавдій виїхав до Остії, Мессаліна, офіційно продовжуючи перебувати в шлюбі з імператором, робить перший крок запланованої змови — в присутності свідків укладає шлюбний контракт і одружується з Сілієм. Один із впливових вільновідпущеників при дворі Клавдія, який займав пост відповідального за листування (лат. praepositus ab epistulis) Тиберій Клавдій Нарцис, доніс про це імператорові. Клавдій, людина м'яка і податлива, сумнівався в ухваленні рішення, і Нарцис сам, від імені імператора, віддав преторіанцям команду про захоплення Мессаліни і Сілія.
Мессаліну схопили в Остії, куди вона виїхала, аби побачити Клавдія. Однак імператор на той час уже покинув місто разом зі своїм другом Гаєм Цециною Ларгом. Мессаліну повернули в Рим і помістили в Сади Лукулла, під нагляд її матері, Доміції Лепіди. Доміція ніколи не схвалювала стиль життя Мессаліни, проте не відмовилася бути з дочкою в її останні хвилини. Вони разом підготували прохання до Клавдія про помилування, однак воно нічого не дало.

Свідками смерті Мессаліни були троє — посланець імператора, один з його вільновідпущеників і її мати. Коли імператорський легат і вільновідпущеник з'явилися, Лепіда сказала дочці: 
 Твоє життя скінчилося. Все, що залишилося — зробити його кінець гідним.
Мессаліні було запропоновано скоїти самогубство, проте вона не змогла цього зробити, і тоді легат заколов її кинджалом. При цьому взятий у свідки вільновідпущеник ображав її. Тіло Мессаліни було залишено матері.
Клавдій ніяк не відреагував на звістку про смерть дружини. Коли йому доповіли про це, він вечеряв. Єдиною реакцією було прохання налити йому більше вина. Через кілька днів після смерті Сенат засудив ім'я Мессаліни до забуття (лат. Damnatio memoriae).
Доля дітей Мессаліни теж була трагічною. 1 січня 49 року Клавдій одружився з Агрипіною. Спадкоємцем був визнаний Нерон, який згодом і став імператором. Клавдія Октавія стала його першою дружиною, яку за його же наказом убили в 62 році. Британнік загинув раніше. Він був отруєний Нероном у 55 році внаслідок інтриг Агрипіни.

## У мистецтві

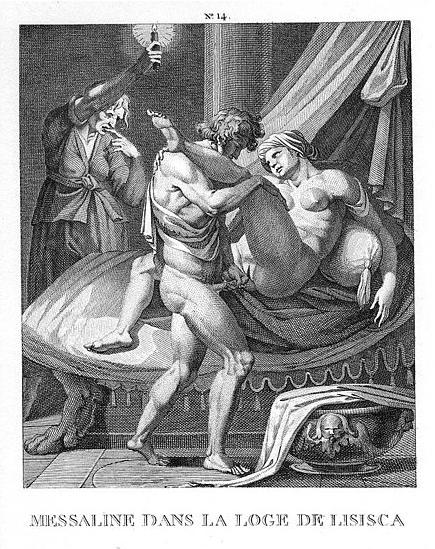
Мессаліна у борделі: гравюра Агостіно Карраччі, кінець 16-го ст.
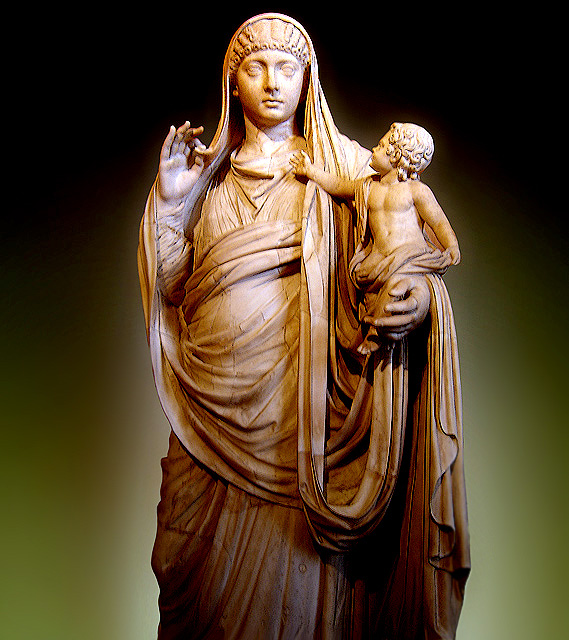
Мессаліна тримає свого сина Британніка, Лувр
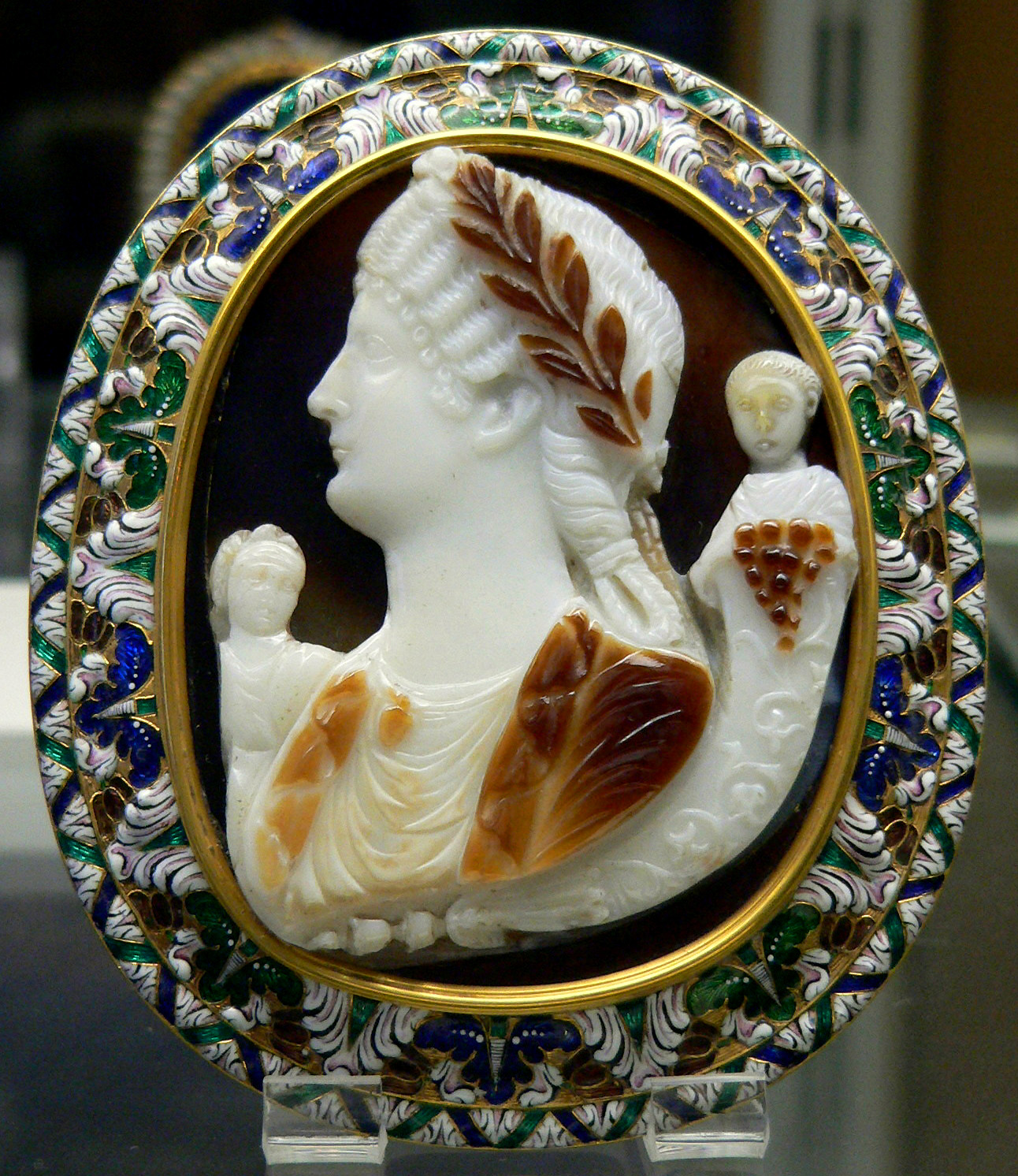
Мессаліна з дітьми, Британніком та Октавією
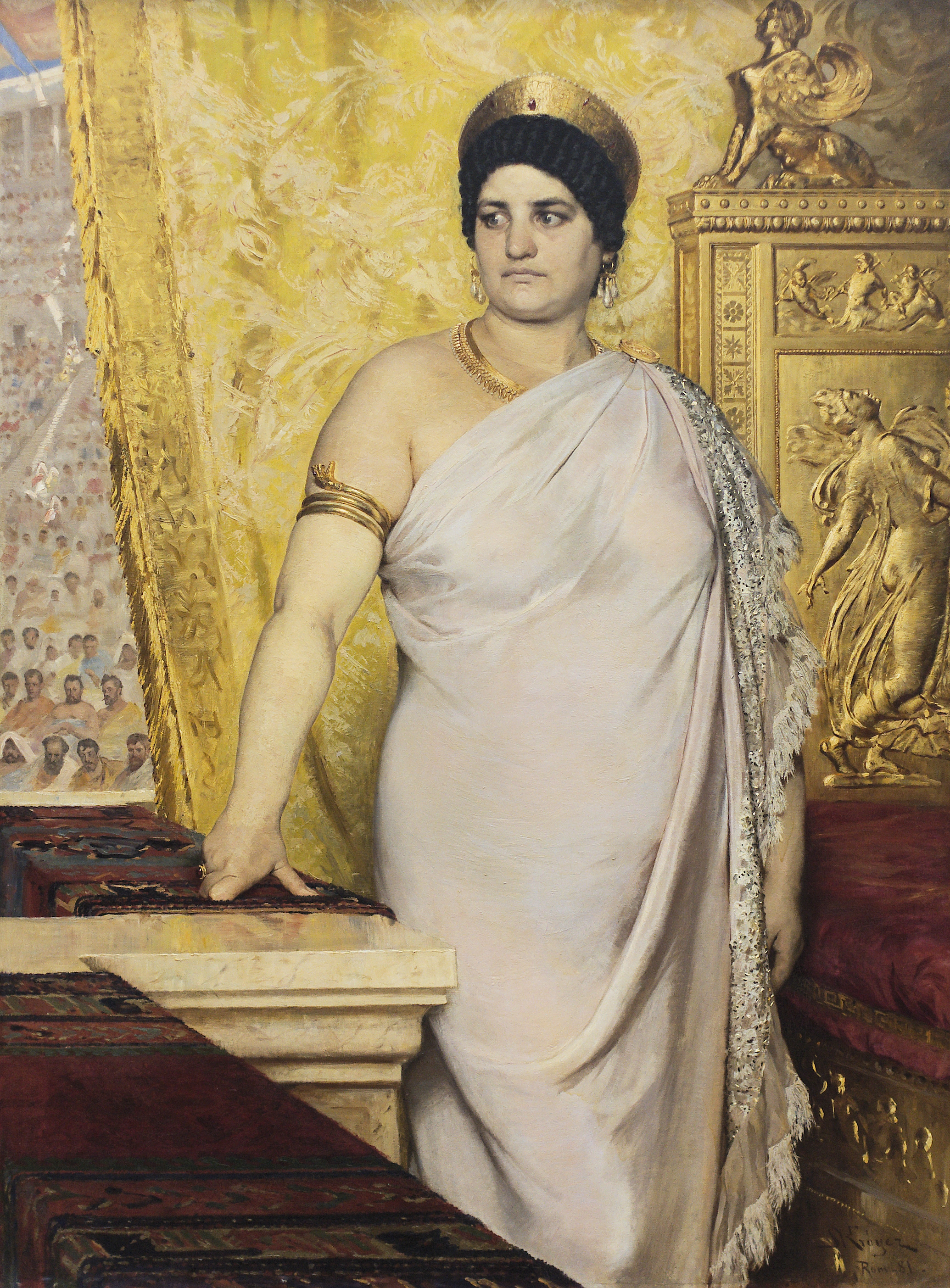
Педер Северін Крейєр, Мессаліна, 1881, Гетеборзький художній музей

### Образ у кінематографі
- Я, Клавдій (1937) — Мерль Оберон
- Мессаліна (1951) — Марія Фелікс
- Деметрій і гладіатори (1954) — Сьюзен Хэйворд
- Мессаліна (1960) — Белінда Лі
- Я, Клавдій (1976) — Шейла Уайт
- Мессаліна, Мессаліна (1977), Калігула (1979) — Аннека ді Лоренцо
- Наша ера (1984) — Дженніфер О'Ніл
- Римська імперія: Нерон (2004) — Соня Аквіно
- Німфоманка. Том II (2013) — Табея Тарбіат

## На її честь названі
- (545) Мессаліна — астероїд, відкритий у 1904 році.
- Комплекс Мессаліни
- Pheidole spinulosa messalina — підвид африканських мурах
- «Мессаліна» — пісня гурту Jane Air
- «Міс Мессаліна» — пісня А. Ф. Скляра на вірші Е. В. Головіна
- «Мессаліна» - пісня гурту МУР